# Чигиртма
Чигиртма (азерб. Çığırtma) — азербайджанська страва з яйцями. Слово чигиртма (çığırtma) у назві страви означає, що до її складу входять яйця. Чигиртма в перекладі з азербайджанської буквально означає «кричати». Вважається, що страву названо так через звуки, які видає м'ясо (або овоч) під час готування на розпеченій олії. Чигиртму готують із курки, баклажанів, стручкової квасолі, шпинату і баранини.

## Куряча чигиртма
Основними складниками курячої чигиртми (азерб. Toyuq çığırtması) є курка, цибуля, вода з лимоном, яйця, рослинна олія або пряжене масло і спеції.

### Приготування
Курку відварюють, потім кладуть на сковороду і на неї додають подрібнену обсмажену цибулю, сік лимона, спеції. Вливають трохи бульйону і кип'ятять 20 хвилин. До курки додають яйця і варять до готовності страви. Курча-чигиртма можна подавати з простим пловом, відомим як чигиртма-плов.

## Чигиртма із зеленої квасолі
Для приготування чигиртми із зеленої квасолі (азерб. Lobya çığırtması) використовують стручкову квасолю, цибулю, яйця, кріп, рослинну олію і спеції. Квасолю нарізають невеликими шматочками і відварюють. Яйця, подрібнений кріп і спеції змішують у мисці, а потім додають до смаженої цибулі з вареною квасолею.

## Чигиртма з баклажанів
Основними складниками чигиртми з баклажанів є баклажани, цибуля, пряжене масло, яйця, петрушка і спеції. Нарізані баклажани солять і відтискають, щоб видалити гіркий сік. До смаженої цибулі додають баклажани й варять, потім додають яйця. Перед подаванням додають пряжене масло і зелень.

## Чигиртма з фаршу
Чигиртму з фаршу (азерб. Qiymə çığırtması) готують із баранячого фаршу, цибулі, пряженого масла, шафрану і яєць. Нарізаний кріп додають перед поданням на стіл.

## Шпинатна чигиртма
Шпинат, щавель, цибулю, яйця і пряжене масло — основні інгредієнти шпинатної чигиртми. До цієї страви подають кисляк і подрібнену петрушку.

## Гянджинська чигиртма
Ця версія чигиртмы характерна для міста Гянджа. Страву готують із баранини, цибулі, пряженого масла, помідорів, зелені (коріандр і кріп) і спецій. М'ясо варять у бульйоні в глибокій сковороді. Коли м'ясо готове, додають окремо обсмажені цибулю і яйця. Суміш варять на повільному вогні до готовності яєць. Перед подаванням додають помідори і зелень. Чигиртму подають із кисляком.